# Expulsión de alemanes de Checoslovaquia

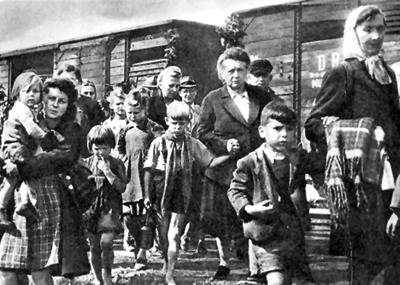
Alemanes expulsados de los Sudetes.

La expulsión de alemanes de Checoslovaquia fue parte de una serie de expulsiones de alemanes de Europa Central y Oriental tras la Segunda Guerra Mundial. El principal intento de justificación para las expulsiones fue un castigo colectivo a los alemanes étnicos por su colaboración con la Alemania Nazi por la secesión del territorio denominado Sudetes de Checoslovaquia bajo los Acuerdos de Múnich de 1938, realizando una limpieza étnica antigermánica por parte de los checoslovacos de origen eslavo occidental.
Los defensores de la expulsión describieron la lucha como el irredentismo y separatismo, mientras que los opositores reclamaban que el derecho de autodeterminación de los alemanes étnicos les había sido negado cuando los Sudetes pasaron a formar parte de Checoslovaquia después de la Primera Guerra Mundial; inclusive los nacionalistas checos más radicales exigían que a la minoría étnica alemana se le aplicase la responsabilidad colectiva por deslealtad, al haber apoyado las reclamaciones de la Alemania Nazi durante la Crisis de los Sudetes, considerando a toda la comunidad alemana en sí misma como culpable de traición, aunque algunos de ellos hayan formado parte de la resistencia alemana al nazismo.
Durante la ocupación alemana de Checoslovaquia, la mayor parte de los grupos de resistencia checos demandó la resolución de la cuestión alemana (en checo, konečné řešení německé otázky) que podía ser solucionada por medio de la transferencia o la expulsión de la población. Estas demandas fueron adoptadas por el gobierno checoslovaco en el exilio que, desde 1943, buscó el apoyo de los Aliados para este propósito; sin embargo, el acuerdo final para la transferencia de la minoría alemana no fue alcanzado hasta el 2 de agosto de 1945 con la firma del acuerdo en la Conferencia de Potsdam.
Una cuestión especial en el caso checosolovaco era el hecho que la región de los Sudetes, aunque estaba integrada en Checoslovaquia desde 1919, aún conservaba una gran cantidad de población alemana desde el siglo XV, tanto en zonas urbanas como rurales. De hecho, en los últimos años del Imperio austrohúngaro, los alemanes étnicos representaban cerca del 75% de la población total de los Sudetes, siendo que las principales ciudades sudetas como Carlsbad (Karlovy Vary), Aussig an der Labe (Ústí nad Labem), y Reichenberg (Liberec) estaban casi totalmente pobladas por alemanes étnicos antes de 1938. Inclusive esta situación causaba que la minoría étnica germana ascendiera al 20% de la población total de Checoslovaquia en 1939, proporción mucho mayor al de la misma minoría alemana en cualquier otro país de la Europa Oriental. Importantes núcleos de alemanes étnicos residían también en otras grandes ciudades como Brno, Ostrava y la misma Praga.
En los meses siguientes al fin de la guerra, entre mayo y agosto de 1945, se llevó a cabo la expulsión de los alemanes. Estas acciones fueron promovidas por medio de discursos polémicos realizados por varios políticos checoslovacos. Ordenadas por las autoridades locales, las expulsiones fueron ejecutadas, mayormente, por grupos de voluntarios checos armados; sin embargo, en algunos casos fueron iniciadas o llevadas a cabo con asistencia del ejército regular checoslovaco. Varios miles de alemanes murieron violentamente durante la expulsión y muchos más murieron de hambre y enfermedades como consecuencia del traslado forzoso. De acuerdo a la Conferencia de Potsdam, la transferencia regular procedió del 25 de enero de 1946 hasta octubre de ese año.
Un estimado de 1,6 millones de alemanes étnicos fueron deportados a la zona estadounidense de lo que se convertiría en la Alemania Occidental, mientras que unos 800.000 fueron deportados a la zona soviética que se convertiría en la Alemania Oriental. Hubo excepciones sustanciales en las expulsiones que fueron aplicadas a unos 244.000 alemanes étnicos, a quienes se les permitió permanecer en Checoslovaquia: no fueron deportados los alemanes que se opusieron al nazismo, los que fueran personal crucial para las industrias, o quienes estuvieran casados con checos o eslovacos étnicos; la propia extensión numérica de la minoría alemana y su presencia en la vida nacional hacía inviable para las autoridades checoslovacas una expulsión absoluta. Las estimaciones de fallecimientos a causa de las expulsiones fluctúan entre 20.000 y 200.000 personas, dependiendo de la fuente. Estos fallecimientos incluyen muertes violentas y suicidios, muertes en campos de internamiento y por causas naturales.
La expulsión de los alemanes implicó también la pérdida de la nacionalidad checoslovaca y de sus propiedades, sujetas a confiscación sin compensación por el gobierno de Praga. Cuando después de 1949 se fijaron las reparaciones de guerra entre la República Federal de Alemania y los países vencedores de la Segunda Guerra Mundial, las compensaciones a Checoslovaquia no fueron reguladas debido a la Guerra Fría y, como resultado, el gobierno checoslovaco asumió que las propiedades expropiadas a los alemanes étnicos expulsados quedarían consideradas como reparación de guerra. Después de la Revolución de Terciopelo de 1989 y la disolución de Checoslovaquia en 1992, los gobiernos de la República Checa y Eslovaquia han rechazado los pedidos de indemnización formulados por los alemanes étnicos, invocando que no es admisible indemnización alguna por cuanto la República Federal de Alemania no abonó reparaciones de guerra a la antigua Checoslovaquia. En tal sentido, los gobiernos checo y eslovaco alegan que Alemania habrá de pagar esas reparaciones como requisito previo al pago de indemnizaciones para los alemanes étnicos deportados en 1945; en caso contrario señalan a la fecha que sólo el gobierno alemán habrá de abonar las indemnizaciones a los alemanes expulsados.
En 2005, el gobierno checo ofreció por primera vez disculpas públicas a los alemanes étnicos antinazis checoslovacos afectados con las expulsiones. Adicionalmente, en mayo de 2015, el Ayuntamiento de Brno fue el primero en emitir una «Declaración de Reconciliación y Futuro Común», manifestando su pesar especialmente por lo ocurrido durante la Marcha de la muerte de Brünn.